# Тамар
Тамар, Тамара (івр. תָּמָר — «фінікова пальма») — ім'я трьох персонажів Біблії:

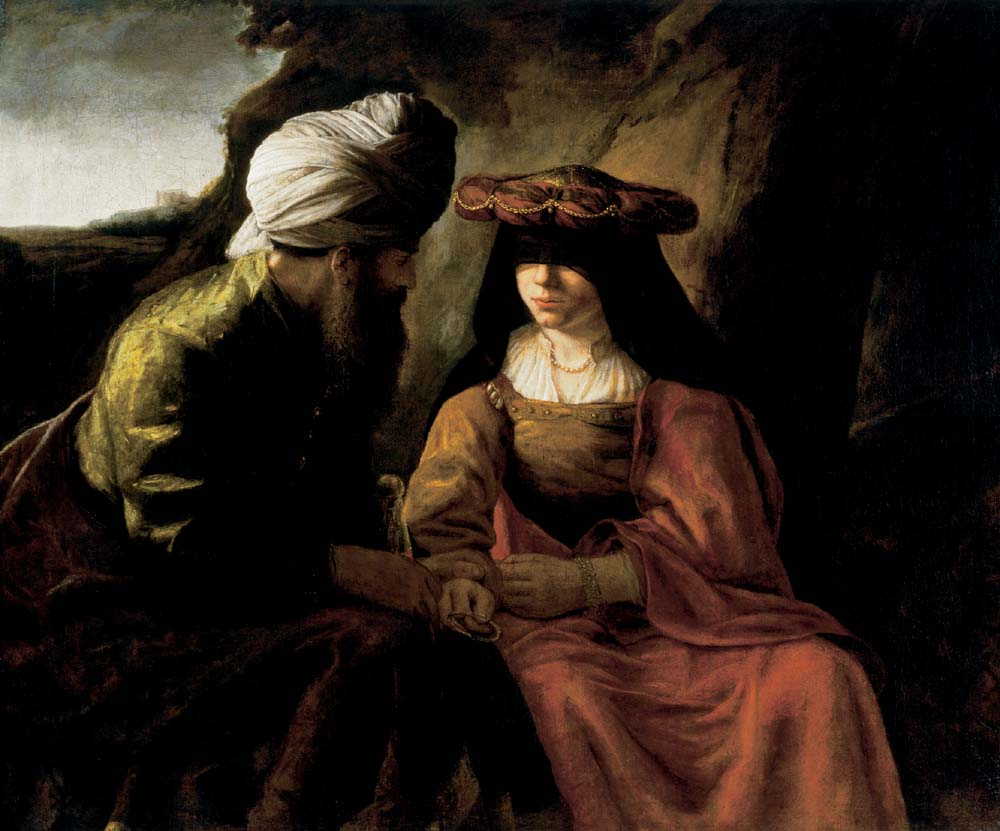
«Юда і Тамара», невідомий художник

1) Про першу Тамар відомо відносно багато. Вона дружина Іра, одного з синів Юди, родоначальника легендарного коліна Юди. Овдовівши, Тамар за законом левірату була видана заміж за другого сина — Онана, однак невдовзі знову овдовіла. Пізніше народила двох дітей від свого свекра — Юди, спокусивши його інкогніто (як блудниця) і як майбутні докази випросила в нього печатку, перев'язь і тростину. Ці предмети були нею пред'явлені, коли Юда хотів стратити вагітну овдовілу невістку за блуд. Імена їхніх синів — Перец і Зерах. (Бут. 38:1-30).
За Книгою Рут нащадком Тамарі був цар Давид (Рут. 4:18-22). Відповідно, її нащадками були його син, цар Соломон і наступні царі ізраїльські до вавилонського полону. Через царя Давида Тамар також є праматір'ю Ісуса (Мт. 1:1-16, Лк. 2:1-5).
2) Дочка Давида, була збезчещена своїм братом Амноном (2 Сам. 13:1);
3) Дочка Авесалома, дружина Ровоама, сина Соломона, і мати Юдейського царя Авії (2 Сам. 14:27).